# 灰毛齿缘草
灰毛齿缘草（学名：Eritrichium canum）是紫草科齿缘草属的植物。分布于印度、巴基斯坦、克什米尔、阿富汗以及中国大陆的西藏、新疆等地，生长于海拔2,700米至5,600米的地区，常生长在砾石山坡或河滩沙地，目前尚未由人工引种栽培。